# ヘルタイ・ガーシュパール
ヘルタイ・ガーシュパールまたはヘルタウのガーシュパール (ハンガリー語: Heltai Gáspár　ドイツ語: Kaspar Helth 　1510年ごろ – 1574年) は、トランシルヴァニア・ザクセン人の牧師、文筆家、印刷業者。ドイツ語を母語としながら、多数のハンガリー語書籍を出版した。 娘婿の兄弟にトランシルヴァニアのユニテリアン教会の創設者ダーヴィド・フェレンツがいる。

## 生涯
ヘルタウ（ハンガリー語: Nagydisznód　ナジディスノード、現ルーマニア・チスナディエ）で生まれ、ヴィッテンベルク大学で学んだ後、トランシルヴァニアに戻りコロジュヴァール（現クルジュ＝ナポカ）に最初の印刷店をひらいた。さらにヘルタイはこの町に公衆浴場、製紙工場、最初のブルワリーも建設している。この時点で彼は牧師、翻訳者、印刷業者、出版者、文筆家、起業家という非常に多岐にわたる仕事をしていた。ヘルタイは、コロジュヴァールにおける最初の宗教改革者としても知られている。 彼はハンガリーにおけるユニテリアン主義的な宗教改革の精神的支柱でもあった。彼は学者仲間たちとともに、ほぼ完全なハンガリー語新約聖書を制作した。彼の業績は、ハンガリーにおける世俗主義文学の萌芽と言える。

### ボンフィーノ作品の翻訳
ヘルタイのもっとも大きな業績は、アントニオ・ボンフィーニのRerum Hungaricum Decades ("ハンガリーの諸問題に関する十冊")を翻訳し、1575年にChronica az magyaroknak dolgairól ("ハンガリーの編年史")として出版したことである。この書物もコロジュヴァールで印刷・出版された。